# Campeonato Europeo de Pentatlón Moderno de 2022
El XXXI Campeonato Europeo de Pentatlón Moderno se celebró en Székesfehérvár (Hungría) entre el 14 y el 19 de septiembre de 2022 bajo la organización de la Unión Internacional de Pentatlón Moderno (UIPM) y la Federación Húngara de Pentatlón Moderno.

## Masculino

### Individual
| Puesto | Atleta           | País    | ESG | NAT | HÍP | CAR + TIR | Total |
| ------ | ---------------- | ------- | --- | --- | --- | --------- | ----- |
| Oro    | Richárd Bereczki | Hungría | 235 | 299 | 300 | 690       | 1524  |
| Plata  | Balázs Szép      | Hungría | 220 | 290 | 300 | 702       | 1512  |
| Bronce | Maxym Aharushev  | Ucrania | 240 | 284 | 300 | 686       | 1510  |

### Equipos
| Puesto | País            | ESG | NAT | HÍP | CAR + TIR | Total |
| ------ | --------------- | --- | --- | --- | --------- | ----- |
| Oro    | Hungría         |     |     |     |           | 4537  |
| Plata  | Francia         |     |     |     |           | 4472  |
| Bronce | República Checa |     |     |     |           | 4367  |

### Por relevos
| Puesto | Atletas                                 | País            | ESG | NAT | HÍP | CAR + TIR | Total |
| ------ | --------------------------------------- | --------------- | --- | --- | --- | --------- | ----- |
| Oro    | Martin Vlach Jan Kuf                    | República Checa | 224 | 317 | 297 | 617       | 1455  |
| Plata  | Kamil Kasperczak Łukasz Gutkowski       | Polonia         | 235 | 320 | 283 | 602       | 1440  |
| Bronce | Jean-Baptiste Mourcia Alexandre Henrard | Francia         | 212 | 316 | 293 | 612       | 1433  |

## Femenino

### Individual
| Puesto | Atleta          | País        | ESG | NAT | HÍP | CAR + TIR | Total |
| ------ | --------------- | ----------- | --- | --- | --- | --------- | ----- |
| Oro    | Charlie Follett | Reino Unido | 259 | 269 | 300 | 594       | 1422  |
| Plata  | Joanna Muir     | Reino Unido | 199 | 272 | 300 | 622       | 1393  |
| Bronce | Michelle Gulyás | Hungría     | 215 | 277 | 286 | 305       | 1383  |

### Equipos
| Puesto | País        | ESG | NAT | HÍP | CAR + TIR | Total |
| ------ | ----------- | --- | --- | --- | --------- | ----- |
| Oro    | Reino Unido |     |     |     |           | 4185  |
| Plata  | Hungría     |     |     |     |           | 4102  |
| Bronce | Lituania    |     |     |     |           | 3459  |

### Por relevos
| Puesto | Atletas                              | País            | ESG | NAT | HÍP | CAR + TIR | Total |
| ------ | ------------------------------------ | --------------- | --- | --- | --- | --------- | ----- |
| Oro    | Ieva Serapinaitė Elzbieta Adomaitytė | Lituania        | 264 | 291 | 300 | 487       | 1342  |
| Plata  | Natalia Dominiak Oktawia Nowacka     | Polonia         | 235 | 295 | 293 | 512       | 1335  |
| Bronce | Veronika Novotná Karolína Křenková   | República Checa | 237 | 290 | 300 | 495       | 1322  |

## Relevo mixto
| Puesto | Atletas                            | País        | ESG | NAT | HÍP | CAR + TIR | Total |
| ------ | ---------------------------------- | ----------- | --- | --- | --- | --------- | ----- |
| Oro    | Myles Pillage Kate French          | Reino Unido | 230 | 314 | 299 | 517       | 1360  |
| Plata  | Matteo Cicinelli Alessandra Frezza | Italia      | 199 | 306 | 286 | 561       | 1352  |
| Bronce | Marie Oteiza Ugo Fleurot           | Francia     | 215 | 314 | 293 | 526       | 1348  |

## Medallero
| Núm. | País            | Oro | Plata | Bronce | Total |
| ---- | --------------- | --- | ----- | ------ | ----- |
| 1    | Reino Unido     | 3   | 1     | 0      | 4     |
| 2    | Hungría         | 2   | 2     | 1      | 5     |
| 3    | República Checa | 1   | 0     | 2      | 3     |
| 4    | Lituania        | 1   | 0     | 1      | 2     |
| 5    | Polonia         | 0   | 2     | 0      | 2     |
| 6    | Francia         | 0   | 1     | 2      | 3     |
| 7    | Italia          | 0   | 1     | 0      | 1     |
| 8    | Ucrania         | 0   | 0     | 1      | 1     |
|      | TOTAL           | 7   | 7     | 7      | 21    |